# サマルディ・ハジャラン
サマルディ・ハジャラン（マレー語: Sumardi Hajalan、1985年1月12日 - ）は、マレーシアの元サッカー選手。元マレーシア代表。現役時代のポジションはディフェンダーもしくはミッドフィールダー。

## クラブ歴
サバ州タワウ出身で地元のサバFAのユース出身。2005年にそのままトップチームに昇格しプロとなった。2006年にはサバFAとの契約を更新すると見られていたが、ジョホールFCに移籍した。2011年には再びサバFAに復帰している。

## 代表歴
U-23代表として2006年から2007年に招集され、バスカラン・サティアナタン監督がA代表監督を兼任するようになると、A代表としても招集されるようになった。2010 FIFAワールドカップ・アジア予選の際にもメンバーに選出され、バーレーン代表戦で出場を果たしている。